# Chișineu-Criș
Chișineu-Criș (Hongaars: Kisjenő) is een stad (oraș) in het Roemeense district Arad. De stad telt 7738 inwoners (2004).
In 1910 was de helft van de bevolking Roemeens en de andere helft Hongaarstalig. In 2002 maakten de Hongaren nog 24% van de bevolking uit.
De stad is het hart van de etnisch Hongaarse streek Körösköz.
Stad met gemeentestatus: Arad

Steden zonder gemeentestatus: Chișineu-Criș · Nădlac · Sebiș · Ineu · Lipova · Pâncota